# 한나라의 남월 정복
한나라의 남월 정복(중국어: 汉平南越, 한평남월) 또는 한-남비엣 전쟁(베트남어: Chiến tranh Hán–Nam Việt)은 기원전 111년 한나라의 황제였던 한 무제가 남월을 정복한 것을 가리킨다. 한 무제의 정복 이후, 베트남은 150년간 중국의 지배를 받게 되었다. 이 정복 이후 옛 남월 지역에 많은 한족이 이주하게 되었으며, 한나라는 옛 남월 지방의 항구를 이용해 동남아시아의 여러 나라들과 교역을 할 수 있게 되었다.

## 배경
진나라가 멸망하는 동안, 조타는 중국 남부에 독립국가 남월을 건국했다. 조타는 원래 중국 북부 정딩현 출신의 진나라 군인이었다. 남쪽의 한나라 변경지역은 위협을 받지 않았고, 조타가 한나라를 침략할 기미도 보이지 않았다. 기원전 196년, 한 고조는 공식적으로 조타를 지방 통치자로 인정하기 위해 남월에 육가를 외교 사절단으로 보냈다.  그럼에도 불구하고, 한나라와 남월 사이의 관계는 때때로 껄끄러웠다. 조타는 고황후가 남월로 금속제품과 가축을 수출하는 것을 금지한 것을 원망했다. 기원전 183년, 그는 스스로를 "남월 무제" (南越武帝)라고 선포했는데, 이것은 한나라 황제와 남월의 왕이 동등한 지위를 가진 것을 의미했다. 2년 후, 남월은 한 제국의 구성국인 장사국을 공격했다. 기원전 180년, 육가는 외교 사절단을 이끌고 남월로 갔다. 협상 중, 그는 조타에게 황제 직함을 포기하고 한나라에 명목상의 가신으로서 경의를 표하라고 설득하는 데 성공했다.
기원전 135년, 남월 조말은 민월이 공격하는 것에 대하여 한나라 조정에 도움을 호소하였다. 한나라 조정은 신속하게 대응하였고, 이에 따라 조말은 그의 아들 조영제를 한나라 장안에 보내기로 합의하였다. 남월이 한나라 조정에 정기적으로 경의를 표하는 것을 게을리하였음에도 한나라 조정은 다른 약속에 관심을 집중하였고, 남월의 경의 표명 문제를 강요하는 것에는 관심을 두지 않았다.
기원전 113년 남월의 규황후가 남월을 한 제국의 지배하에 있는 왕국으로 편입할 것을 제안했고, 이는 남월이 한 제국의 다른 구성국들과 같은 조건으로 통합되는 것을 의미했다. 규황후는 조영제와 결혼한 한족 출신의 여인이었다. 그러나 남월의 많은 신하들이 이에 대해 반대했고 궁가를 중심으로 남월 신하들은 봉기를 일으켜 규황후를 잔인하게 살해하고 조흥을 황제에서 폐위한 뒤 조건덕을 남월의 황제로 옹립했다. 그러나 이 쿠데타 한나라의 수군 병력이 남월을 침공하는 계기가 되었다.

## 결과
기원전 111년 난월을 정복한 후, 한나라는 9개의 새로운 사령부를 설치하여 난월 지역을 관리하였다. 남월 정복 후, 한나라 정부는 군대를 활용하여 제국의 지배권을 남서쪽으로 확장했다. 옛 남월을 정복해 얻은 여러 항구를 통해 한 제국은 점차 동남아시아와 인도양 주변의 다양한 세력들과 해외 무역을 확장하였다.